# 500 Milhas de Indianápolis de 1995
A 79ª edição das 500 Milhas de Indianápolis foi realizada em 28 de maio de 1995. Teve como vencedor o canadense Jacques Villeneuve, da Team Green, que chegou a ficar 2 voltas atrás devido a um pitstop malsucedido e ter sofrido uma punição por ter deixado os boxes com a mangueira de combustível engatada em seu carro.
A prova ficou marcada pela ausência da Penske, que não classificara seus pilotos Emerson Fittipaldi e Al Unser, Jr. para o grid de largada, além do violento acidente de Stan Fox, da Hemelgarn, ainda na primeira volta da corrida.

## Resumo do fracasso da Penske em Indianápolis

### Primeiros treinos
Durante testes realizados em abril, Emerson Fittipaldi e Al Unser, Jr. chegaram a alcançar 228 mph, insuficiente, porém, para deixá-los satisfeitos; para comparação, os carros da Menards, que não participariam de toda a temporada de 1995, superavam 230 mph com facilidade.
A Penske só entraria na pista após o primeiro treino, iniciado em 6 de maio. Emerson e Unser não passavam de 226 ou 227 mph em suas melhores voltas - Arie Luyendyk, da Menards, marcou 234,107 mph (volta mais rápida de Indianápolis até então).
A definição da pole veio no dia 13, tendo Scott Brayton garantido a primeira colocação, enquanto que Emerson e Unser mal superavam as 221 mph. A Penske revistou o PC-24 e descobriu um problema no assoalho, que causava um desserviço ao carro, tirando pressão aerodinâmica e fazendo o bólido subesterçar exatamente no meio das curvas, obrigando os pilotos a tirar o pé nas curvas 1 e 3. Em 1994, o motor Mercedes 500I mascarava tal problema. Na segunda semana de treinos livres, Roger Penske solicitou um novo assoalho, desistindo de participar do Pole Day. Como este assoalho demoraria um pouco para ficar pronto, a Penske decidiu que um dos pilotos guiaria o PC-24, enquanto o outro teria que guiar um carro de outra equipe. Por contrato, carros com motores Mercedes e pneus Goodyear teriam que ser usados. 

### Pole Day
A Pagan Racing, equipe de pequeno porte do grid, cedeu um Reynard de 1994 que servia de spare-car para o colombiano Roberto Guerrero. Emerson Fittipaldi e Al Unser, Jr. decidiriam quem pilotaria este carro, tendo o norte-americano a "duvidosa" responsabilidade. Emerson teve que se contentar com o PC-23, que no entanto possuía os mesmos problemas do PC-24, se arrastando com uma média de apenas 220 mph. Unser pilotaria o Reynard da Pagan no dia 16, mas acabaria marcando uma média de apenas 218 mph. Enquanto isso, Roger Penske seguia atrás de um outro chassi na tentativa de se classificar. A Rahal-Hogan Racing decide, então, emprestar um carro atualizado para Emerson tentar uma vaga no grid. A entrega foi uma retribuição de Bobby Rahal à Penske, que cedera dois carros para o tricampeão da CART, que não conseguira largar com seu Lola-Honda, e terminaria em terceiro lugar na Indy 500 de 1994.
Pensando em entregar o novo assoalho, Roger Penske entrega o Lola-Mercedes a Emerson, que vira 223 mph (média boa para as condições da pista naquele momento). Em contrapartida, Unser não conseguia melhorar suas marcas com um carro que mal passava de 218 mph. No dia 19, Emmo marcara 226 mph e chegou a obter 227,814 mph, suficiente para se classificar. Unser fazia o possível com seu carro, fazendo a marca de 219 mph. Bobby Rahal decidiu ceder um segundo Lola-Mercedes de sua equipe, tentando fazer com que a Penske tivesse condições de classificação.
No penúltimo dia de definição do grid, Emerson faz 224,955 mph. Na segunda, faz 225,445 e 226,097 na terceira tentativa. Roger Penske, acreditando que sua equipe teria capacidade para obter média melhor, ergue a bandeira amarela e invalida a tentativa do brasileiro, que reclamou bastante. No mesmo tempo, Al Unser, Jr. mal superava 222 mph. A saída foi disputar o Bump Day.

### OBump Day
Faltando apenas três vagas no grid, Emerson e Unser se juntariam a Jeff Ward (Arizona Motorsports), Marco Greco (Galles), Johnny Parsons (Project Indy), Franck Fréon (Autosport Racing Team), Davey Hamilton (Hemelgarn), Scott Sharp (Foyt), Stefan Johansson (Bettenhausen), Davy Jones (Dick Simon), Jim Crawford (Hemelgarn), Michael Greenfield (Greenfield Racing), Mike Groff (Chip Ganassi), Dean Hall e Tero Palmroth (também da Dick Simon) na disputa das últimas vagas no Bump Day.
Sharp garantiu sua presença no grid após fazer a média de 225,711 mph. Emerson vai à pista logo depois e faz 224,907 mph, contrariando Roger Penske. A explicação era de que a válvula de pressão de turbo teve problemas, impedindo o brasileiro de marcar uma média melhor. Davy Jones marca 225,135 mph e se garante no grid. Emmo cai para a trigésima-terceira posição, e o bicampeão de Indianápolis passa a ser o "Bubble" (piloto a ser expulso do grid). Al Unser Jr. volta à pista para tentar empurrar seu companheiro de equipe para fora do grid, mas não é bem-sucedido: fez 221,992 mph de média, encerrando sua participação em Indy.
Faltando dez minutos para o término do Bump Day, Stefan Johansson, com um Penske PC-23 (o mesmo carro usado em 1994) pintado de azul e vermelho, faz 224,826 mph na primeira volta, 225,739 na segunda, 225,921 na terceira e 225,705 na última volta. Com 225,547 mph de média, o sueco obtém a trigésima-primeira posição e tira Emerson do grid, fazendo com que a Penske ficasse de fora das 500 Milhas de Indianápolis pela primeira (e única) vez em sua história.

## Grid
| Fila | Abre a fila       | Meio da fila            | Fecha a fila             |
| ---- | ----------------- | ----------------------- | ------------------------ |
| 1    | Scott Brayton     | Arie Luyendyk (W)       | Scott Goodyear           |
| 2    | Michael Andretti  | Jacques Villeneuve      | Maurício Gugelmin        |
| 3    | Robby Gordon      | Scott Pruett            | Jimmy Vasser             |
| 4    | Hiro Matsushita   | Stan Fox                | André Ribeiro (R)        |
| 5    | Roberto Guerrero  | Eddie Cheever           | Teo Fabi                 |
| 6    | Paul Tracy        | Alessandro Zampedri (R) | Danny Sullivan (W)       |
| 7    | Gil de Ferran (R) | Hideshi Matsuda         | Bobby Rahal (W)          |
| 8    | Raul Boesel       | Buddy Lazier            | Eliseo Salazar (R)       |
| 9    | Adrian Fernández  | Éric Bachelart          | Christian Fittipaldi (R) |
| 10   | Lyn St. James     | Carlos Guerrero (R)     | Scott Sharp              |
| 11   | Stefan Johansson  | Davy Jones              | Bryan Herta              |

- Bryan Herta bateu seu carro durante o Carburation Day, tendo que correr com um carro reserva.

### Não-classificados
- Emerson Fittipaldi (Penske - #2/Rahal-Hogan #9T) - bumpeado do grid
- Franck Fréon (Autosport Racing Team - #92) - bumpeado do grid
- Al Unser, Jr. (Penske - #1/Rahal-Hogan #11T/Pagan Racing #21T) - bumpeado do grid
- Marco Greco (Galles - #10T) - desistiu
- Davey Hamilton (Hemelgarn - #95) - desistiu
- Jeff Ward (Arizona Motorsports - #44) - desistiu
- Johnny Parsons (Project Indy - #64) - desistiu
- Jim Crawford (Hemelgarn - #96) - não marcou tempo
- Michael Greenfield (Greenfield Racing - #42) - não marcou tempo
- Mike Groff (Chip Ganassi - #4T) - não marcou tempo
- Dean Hall (Dick Simon Racing - #90/#99) - não marcou tempo
- Tero Palmroth (Dick Simon Racing - #90) - não marcou tempo

## O acidente de Stan Fox
Stan Fox, que disputaria novamente apenas as 500 Milhas pela Hemelgarn, obteve o 11º lugar, seu melhor resultado em 10 temporadas. Largando entre Hiro Matsushita (Arciero Racing) e André Ribeiro (Tasman), o piloto de 42 anos aproveitou a entrada de Robby Gordon (Walker) e ganhou uma posição.
Na tentativa de evitar a ultrapassagem de Eddie Cheever, o Reynard-Ford #91 de Fox escorrega para a esquerda, e para controlá-lo, vira o volante para a direita. No entanto, ele roda em direção ao muro, levando Cheever, e os 2 batem a 290 km/h. Christian Fittipaldi comparou o acidente a "uma bomba explodindo" na pista. Gil de Ferran (Hall Racing), Lyn St. James e Carlos Guerrero (ambos da Dick Simon Racing) também se envolveram na batida.
O carro de Fox, completamente destroçado, se arrasta na pista e para em seguida, deixando as pernas do piloto expostas. Levado ao hospital em estado gravíssimo, ele sofreu lesões no cérebro, arranhões nas pernas e nos braços.

## Resultado
| Pos final | Pos inicial | N.º | Nome                 | Qual    | Rank | Voltas | Led | Posição                |
| --------- | ----------- | --- | -------------------- | ------- | ---- | ------ | --- | ---------------------- |
| 1         | 5           | 27  | Jacques Villeneuve   | 228.397 | 5    | 200    | 15  | Corrida                |
| 2         | 27          | 15  | Christian Fittipaldi | 226.375 | 18   | 200    | 0   | Corrida                |
| 3         | 21          | 9   | Bobby Rahal          | 227.081 | 12   | 200    | 1   | Corrida                |
| 4         | 24          | 7   | Eliseo Salazar       | 225.023 | 33   | 200    | 0   | Corrida                |
| 5         | 7           | 5   | Robby Gordon         | 227.531 | 9    | 200    | 1   | Corrida                |
| 6         | 6           | 18  | Mauricio Gugelmin    | 227.923 | 6    | 200    | 59  | Corrida                |
| 7         | 2           | 40  | Arie Luyendyk        | 231.031 | 2    | 200    | 7   | Corrida                |
| 8         | 15          | 33  | Teo Fabi             | 225.911 | 22   | 199    | 0   | Corrida                |
| 9         | 18          | 17  | Danny Sullivan       | 225.496 | 29   | 199    | 0   | Corrida                |
| 10        | 10          | 25  | Hiro Matsushita      | 226.867 | 14   | 199    | 0   | Corrida                |
| 11        | 17          | 34  | Alessandro Zampedri  | 225.753 | 25   | 198    | 0   | Corrida                |
| 12        | 13          | 21  | Roberto Guerrero     | 226.402 | 17   | 198    | 0   | Corrida                |
| 13        | 33          | 4   | Bryan Herta          | 225.551 | 27   | 198    | 0   | Corrida                |
| 14        | 3           | 24  | Scott Goodyear       | 230.759 | 3    | 195    | 42  | Corrida                |
| 15        | 20          | 54  | Hideshi Matsuda      | 227.818 | 7    | 194    | 0   | Corrida                |
| 16        | 31          | 16  | Stefan Johansson     | 225.547 | 28   | 192    | 0   | Corrida                |
| 17        | 1           | 60  | Scott Brayton        | 231.604 | 1    | 190    | 0   | Corrida                |
| 18        | 12          | 31  | André Ribeiro        | 226.495 | 16   | 187    | 0   | Corrida                |
| 19        | 8           | 20  | Scott Pruett         | 227.403 | 10   | 184    | 8   | Acidente               |
| 20        | 22          | 11  | Raul Boesel          | 226.028 | 20   | 184    | 2   |                        |
| 21        | 25          | 10  | Adrian Fernández     | 227.803 | 8    | 176    | 0   | Motor                  |
| 22        | 9           | 12  | Jimmy Vasser         | 227.350 | 11   | 170    | 20  | Acidente               |
| 23        | 32          | 77  | Davy Jones           | 225.135 | 32   | 161    | 0   | Acidente               |
| 24        | 16          | 3   | Paul Tracy           | 225.795 | 24   | 136    | 0   | Problemas eletrônicos  |
| 25        | 4           | 6   | Michael Andretti     | 229.294 | 4    | 77     | 45  | Suspensão              |
| 26        | 30          | 41  | Scott Sharp          | 225.711 | 26   | 74     | 0   | Acidente               |
| 27        | 23          | 80  | Buddy Lazier         | 226.017 | 21   | 45     | 0   | Sistema de combustível |
| 28        | 26          | 19  | Éric Bachelart       | 226.875 | 13   | 6      | 0   | Problemas mecânicos    |
| 29        | 19          | 8   | Gil de Ferran        | 225.437 | 30   | 1      | 0   | Acidente               |
| 30        | 11          | 91  | Stan Fox             | 226.588 | 15   | 0      | 0   | Acidente               |
| 31        | 14          | 14  | Eddie Cheever        | 226.314 | 19   | 0      | 0   | Acidente               |
| 32        | 28          | 90  | Lyn St. James        | 225.346 | 31   | 0      | 0   | Acidente               |
| 33        | 29          | 22  | Carlos Guerrero      | 225.831 | 23   | 0      | 0   | Acidente               |